# FC Schaan
Fussball Club Schaan is een Liechtensteinse voetbalclub uit Schaan.
De club werd in 1949 opgericht en speelt net zoals de andere zes Liechtensteinse clubs in de Zwitserse competitie. Het speelt in de lagere amateurklassen. 

## Erelijst
- Beker van Liechtenstein

1955, 1963, 1994

## Schaan in Europa
#Q = #kwalificatieronde, #R = #ronde, PO=Play Offs, Groep = groepsfase, 1/8 = achtste finale, 1/4 = kwartfinale, 1/2 = halve finale, F = Finale, T/U = Thuis/Uit, W = Wedstrijd, PUC = punten UEFA coëfficiënten .
Uitslagen vanuit gezichtspunt FC Schaan
| Seizoen | Competitie   | Ronde | Land               | Club              | Totaalscore | 1e W    | 2e W    | PUC |
| ------- | ------------ | ----- | ------------------ | ----------------- | ----------- | ------- | ------- | --- |
| 1994/95 | Europacup II | Q     | Vlag van Bulgarije | Pirin Blagoëvgrad | 0-4         | 0-3 (U) | 0-1 (T) | 0.0 |